# Lídia Txukóvskaia
Lídia Kornéievna Txukóvskaia (rus: Ли́дия Корне́евна Чуко́вская), nascuda Lídia Nikolàievna Korneitxukova (rus: Ли́дия Никола́евна Корнейчуко́ва) (24 de març [C.J. 11 de març] de 1907, Sant Petersburg – 7 o 8 de febrer de 1996, Moscou), fou una editora, escriptora, poetessa, assagista, escriptora de memòries i dissident soviètica. Els seus escrits profundament personals reflecteixen el cost humà del totalitarisme soviètic, i va dedicar gran part de la seva carrera a la defensa dels dissidents com Aleksandr Soljenitsin i Andrei Sàkharov. Era filla del cèlebre escriptor de literatura infantil Kornei Txukovski, esposa del científic Matvei Bronxtein, i estreta col·laboradora i cronista de la poetessa Anna Akhmàtova.

## Biografia

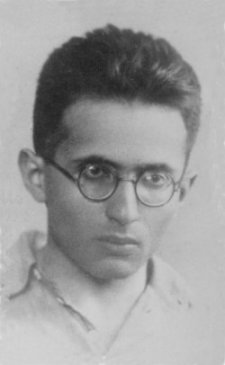
El seu segon marit Matvei Bronxtein

Nasqué a Finlàndia, aleshores Gran Ducat autònom de l'Imperi Rus, però després visqué a Leningrad, on va treballar en una editorial infantil.
L'agost de 1937, durant les grans purgues estalinianes va patir la difícil experiència de la detenció del seu segon marit, el jove físic Matvei Bronxtein (1906-1938), condemnat a deu anys de presó "sense dret a correspondència" (l'eufemisme judicial soviètic per l'afusellament). Informada de la sentència, Lídia Kornéievna va aconseguir de fugir a Moscou, per evitar la deportació que afectava les dones dels condemnats. De tornada a Leningrad va tractar, en tots els sentits, per obtenir informació sobre la sort de Matvei.
En aquest període, a finals del 1938, conegué la poetessa Anna Akhmàtova que, com ella, vivia una experiència dolorosa: el seu fill, Lev Gumiliov, havia estat arrestat i la mare tractava, arriscant-se a la presó, després d'extenuants cues a les portes de la presó de Leningrad, com tantes altres dones, de tenir alguna notícia del fill. El fet de compartir dolor va fer que les dues dones es convertissin en amigues íntimes i confidents.
L'angoixa dels intents fallits d'obtenir notícies del seu marit, la sensació creixent, encara sense confirmació, que Matvei ja havia estat executat, el dolor de la seva amiga Anna, s'aboca en la història Sofia Petrovna (rus: Софья Петровна) que Lídia Kornéievna, amb considerable valor i obeint a una exigència interior, va ser capaç d'escriure en un temps molt curt: entre novembre de 1939 al de febrer de 1940. Animada per la mateixa Akhmàtova, a la qual li llegia, va decidir confiar-li el manuscrit a amics segurs perquè el custodiessin ocult.

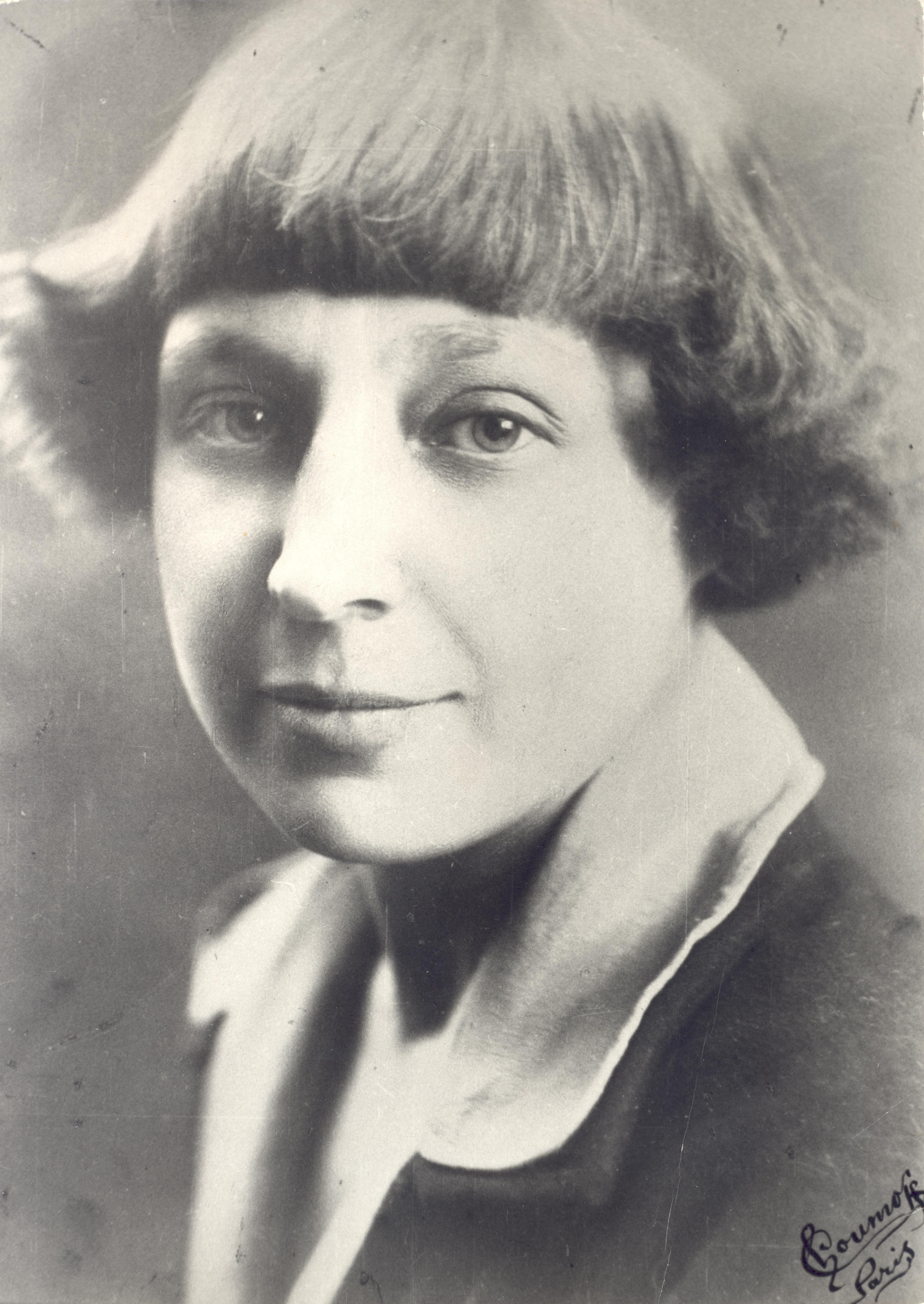
La poetessa Tsvetàieva

Un escrit del gènere, rar testimoniatge dels sentiments i de la vida quotidiana de la societat soviètica en els durs anys de la Iejóvsxina, si fos descobert per la policia política, o sigui l'NKVD, hauria comportat una dura condemna, si no la mort de l'autora.
Només el 1957, quan Matvei Petróvitx fou rehabilitat, Lídia Kornéievna tingué la confirmació oficial de l'execució del seu marit: havia estat "processat", condemnat i afusellat en un sol dia: el 18 de febrer del 1938.
Després d'una primera temptativa infructuosa de publicació, el 1962, a l'època de la desestalinització de Krusxov, Sofia Petrovna pogué ésser legalment llegit a la Unió Soviètica només al febrer del 1988, al diari petersburguès Nevà, després de l'adveniment de Gorbatxov.
Una altra coneixença particularment significativa per a Txukóvskaia, a més de la d'Akhmàtova, es descriu a la seva obra Abans de la mort (rus: Предсмертие, Predsmertie), on Lídia recorda amb afecte els seus col·loquis, durant l'any 1941, amb la poetessa i escriptora russa Marina Tsvetàieva.
Marina també havia estat durament colpejada en els seus éssers estimats per les purgues estalinistes: en aquella època havia perdut el marit, exoficial de l'Exèrcit Blanc, i el fill. L'afecte i les paraules de Lídia no aconseguiren evitar el suïcidi de Marina al cap de poc aquell mateix any.
Morí, quasi amb noranta anys, a Peredélkino, un poble de datxes al sud-oest de Moscou, residència de molts notables escriptors soviètics.

## Obres selectes

### Novel·les
- 1939-1940 - Sofia Petrovna (rus: Софья Петровна); edició francesa: La Maison déserte, Edició de París, 1965; edició russa en 1988.
- 1972 - El descens sota l'aigua (rus: Спуск под воду, Spusk pod vodu)

### Llibres per a nens (sota el pseudònim d'd'Aleksei Uglov)
- 1928 - Leningrad-Odessa (rus: Ленинград-Одесса)
- 1930 - Història de Taràs Xevtxenko (rus: Повесть о Тарасе Шевченко)
- 1931 - Al Volga (rus: На Волге)

### Col·leccions de poemes
- 1978 - En aquest costat de la mort (rus: По эту сторону смерти, Po etu stóronu smierti) - Edició de París, 1978

### Periodisme
- 1940 - La història d'un aixecament (rus: История одного восстания, Istória odnogó vosstània)
- 1951 - Decabristes, exploradors de Sibèria (rus: Декабристы, исследователи Сибири, Dekabristi, isslédovateli Sibiri)
- 1948, 1950, 1952, 1954 - N.N. Miklukho-Maklai (rus: Н.Н. Миклухо-Маклай)
- 1957 - Borís Jitkov (rus: Борис Житков)
- 1938-1941, 1952-1962 - Notes sobre Anna Akmàtova (rus: Записки об Анне Ахматовой, Zapiski ob Anne Akhmàtovoi), Ed. Paris, Vol 1-2 1976-1980
- 1963 - En el laboratori de l'editor (rus: В лаборатории редактора, V laboratórii redàktora)
- 1979 - El procés d'exclusió (rus: Процесс исключения, Protsess iskliutxénia) - autobiografia; Edició de París, 1979
- 1989 - Records de la infància. Memòries de Kornei Txukovski (rus: Памяти детства. Воспоминания о Корнее Чуковском, Pàmiati détstva. Vospominània o Korneie Txukóvskom) - memòries
- No l'execució, sinó el pensament. Sinó la paraula (rus: Не казнь, но мысль. Но слово; Ne kazn, no misl. No slovo)
- La ira del poble (rus: Гнев народа, Gnev naroda)
- La ruptura de la mudesa (rus: Прорыв немоты, Proriv nemotí)